# Tourville-klassen
Tourville-klassen er en klasse af store søgående destroyere specialiseret i antiubådskrigsførelse i Marine Nationale. De er desuden udrustet til også at kunne deltage i overfladekrigsførelse samt luftforsvar.
I perioden 1994 til 1996, fik Tourville og De Grasse tilføjet det moderne SLASM system, et aktivt og yderst lavfrekvent sonarsystem.

## Historie
I 1972 begyndte arbejdet på det første skib i klassen og skibet og klassen blev opkaldt efter den franske admiral Tourville. I 1974 løb Tourville (D610) af stabelen og indgik i flådens tal samme år. Skibet blev efterfulgt af de to skibe Duguay-Trouin (D611) og de Grasse (D612). Klassens primære opgaver består i at beskytte skibet og nærliggende skibe mod luft og ubådstrusler. Klassen var oprindeligt udstyret med Melafon antiubådsraketter, disse blev dog fjernet fra skibene i slutningen af 1980'erne. Duguay-Trouin udgik fra tjeneste i 1999, de andre enheder fik begge en opgradering mellem 1994 – 1996.

## Bevæbning
Tourville-klasses hovedbevæbning består af MM.38 Exocet antiskibsmissiler, et Crotale SAM-system samt antiubådstorpedoer. Udover hovedbevæbningen er Tourville desuden udrustet med tre styk 100 mm kanoner, de to andre skibe i klassen dog kun med to. Skibene kan medføre to Westland Lynx helikoptere der kan medbringe Mk. 46 torpedoer eller dybdebomber.

## Skibe i klassen
| Pnt. | Navn          | Kølen lagt       | Søsat             | Indgået            | Skæbne                | Kaldesignal |
| ---- | ------------- | ---------------- | ----------------- | ------------------ | --------------------- | ----------- |
| D610 | Tourville     | 16. marts 1970   | 13. maj 1973      | 14. juni 1975      | udfaset 11. juni 2011 | FATV        |
| D611 | Duguay-Trouin | 25. februar 1971 | 1. juni 1973      | 17. september 1975 | udfaset 13. juni 1999 | FADT        |
| D612 | de Grasse     | 1972             | 30. november 1974 | 25. oktober 1975   | I tjeneste            | FADG        |

## Galleri
- FS Tourville (D610)
- FS Dugay-Trouin (D611) efter udfasningen ved Lanvéoc-Poulmic
- FS de Grasse (D612) fortøjet ved flådestationen i Brest
- Broen på FS de Grasse (D612)

## Eksterne links
- ACP113 (AD) (engelsk)
- Globalsecurity.org (engelsk)